# Фізична величина
Фізи́чна величи́на — властивість, спільна в якісному відношенні для багатьох фізичних об'єктів (фізичних систем, їхніх станів і процесів, що в них відбуваються) та індивідуальна в кількісному відношенні для кожного з них. Під індивідуальністю розуміється, що властивість, притаманна одному об'єктові, може у визначену кількість разів перевищувати або бути меншою порівняно з властивістю іншого об'єкта.

## Загальний опис
Отже, фізична величина — це фізична властивість тіла або явища, яка може (принаймні теоретично) бути кількісно визначена, тобто виміряна.
У рамках кожної системи фізичних величин розрізняють основні та похідні фізичні величини. Основна фізична величина — така, що входить у систему фізичних величин і прийнята за незалежну від інших величин цієї системи. Похідна фізична величина — така, що входить у систему величин та визначається через основні величини цієї системи.
Крім того, виділяють розмірнісні та безрозмірнісні фізичні величини, квантовані (поділені на рівні за розміром частини, кванти) та неперервні тощо.

## Основні поняття та терміни
Якісна означеність фізичної величини визначає її рід, величини з однаковою якісною означеністю є однорідними (наприклад, довжина, висота, відстань, діаметр).
Кількісний вміст фізичної величини в даному об'єкті є розміром (фізичної) величини. Для запобігання тавтології термін «величина» не слід використовувати як кількісну характеристику даної властивості. Наприклад, «величина маси» є тавтологією (величина величини), слід писати «значення маси».
Числовим значенням (фізичної) величини називається число, що дорівнює відношенню розміру фізичної величини, що вимірюється, до розміру одиниці цієї фізичної величини чи кратної (частинної) одиниці.
Значенням (фізичної) величини називається відображення фізичної величини у вигляді числового значення величини з позначенням її одиниці. Значення фізичної величини можна отримати як результат обчислення або вимірювання.
Істинним значенням (фізичної величини) називається значення фізичної величини, яке ідеально в кількісному та якісному відношенні відображало б певну властивість об'єкта.
Умовно істинним значенням (фізичної величини) або дійсним значенням (фізичної величини) називається значення фізичної величини, знайдене експериментальним шляхом і настільки наближене до істинного значення, що його можна використати замість істинного для даної мети.

## Розмірнісні та безрозмірнісні фізичні величини
Розмірнісна фізична величина (рос. размерная физическая величина; англ. dimensional quantity; нім. dimensionelle grosse) — величина, в розмірності якої розмірність хоча б однієї з основних величин піднесена до степеня, що не дорівнює нулю.
Безрозмірнісна фізична величина або величина з розмірністю одиниця (рос. безразмерная физическая величина; англ. dimensionless quantity; non-dimentional physical quantity; нім. dimensionsloser physikalischer Grad) — величина, в розмірності якої всі степені розмірностей основних величин дорівнюють нулю. До величин з розмірністю одиниця відносяться, зокрема, відносні величини. 

## Групи фізичних величин
Залежно від галузі науки та техніки фізичні величини поділяються на групи:
- величини простору — довжина, площа, об'єм тощо;
- величини часу і періодичних явищ — інтервал часу, частота, фаза тощо;
- механічні величини — сила, момент сили, тиск, механічне напруження тощо;
- теплові величини — температура, тепло, теплоємність, теплопровідність тощо;
- електричні та магнітні величини — струм, напруга, потужність, електрична енергія, потенціал, електричний опір, магнітний потік, магнітна індукція, напруженість магнітного поля тощо;
- величини акустичних випромінювань — швидкість звуку, сила звуку, акустичний опір тощо;
- величини електромагнітних випромінювань — потужність випромінювання, довжина електромагнітної хвилі, хвильовий опір тощо;
- величини оптичних випромінювань — потік випромінювання, сила світла, яскравість, освітленість тощо;
- величини іонізуючого випромінювання і ядерних реакцій — активність випромінювання, доза випромінювання (поглинання) тощо;
- величини атомної, ядерної фізики та фізики елементарних частинок — елементарний заряд, енергія взаємодії тощо;
- хімічні величини і величини молекулярної фізики — кількість речовини, молярна маса, атомна маса, концентрація, коефіцієнт дифузії тощо.

## Система одиниць (фізичних величин)
Система одиниць (фізичних величин) (англ. system of units) — сукупність одиниць певної системи фізичних величин.
Система фізичних величин (англ. system of quantities) — сукупність взаємопов'язаних фізичних величин, в якій декілька величин приймають за незалежні, а інші визначають як залежні від них. Побудова системи фізичних величин передбачає вибір основних і похідних фізичних величин.
- Основна фізична величина — фізична величина, яка входить у систему фізичних величин і приймається за незалежну.
- Похідна фізична величина — фізична величина, яка входить у систему фізичних величин і визначається через основні величини цієї системи.

Приклади систем одиниць фізичних величин — SI, СГС.
Розмірність фізичної величини — вираз, що відображає зв'язок фізичної величини з основними величинами системи фізичних величин.

## Символи фізичних величин
Символ фізичної величини — умовний знак, що його прийнято для позначення фізичних величин одного роду.
Символи фізичних величин є окремими буквами латинського чи грецького алфавіту, іноді з підрядковими або/і надрядковими індексами. Вони друкуються похилим шрифтом (курсивом), незалежно від того, яким шрифтом видрукувано весь текст. Символи, що є літерами грецької абетки, дозволено друкувати прямим шрифтом.
Символи векторних величин можуть друкуватись напівгрубим шрифтом, або споряджатись спеціальною позначкою — стрілкою над символом величини.
Коли у даному тексті різні величини мають однакові символи, то відмінність між ними можна показати за допомогою індексу. Якщо індекс є символом величини, він друкується похилим шрифтом, в іншому разі — прямим.
Приклади:
- прямі індекси: Cг (г — газ); χе (е — електрична);
- похилі індекси: Cp (p — тиск); Iλ (λ — довжина хвилі).

Числа у числових значеннях фізичних величин друкують прямим шрифтом. Назви одиниць SI завжди пишуться з малої літери. Позначення одиниць SI теж пишуться з малої літери, за винятком тих, назви яких походять від прізвищ вчених.
Приклад:
- ампер, герц, ньютон, вольт тощо, але
- А, Гц, Н, В.